# Apoio aéreo aproximado

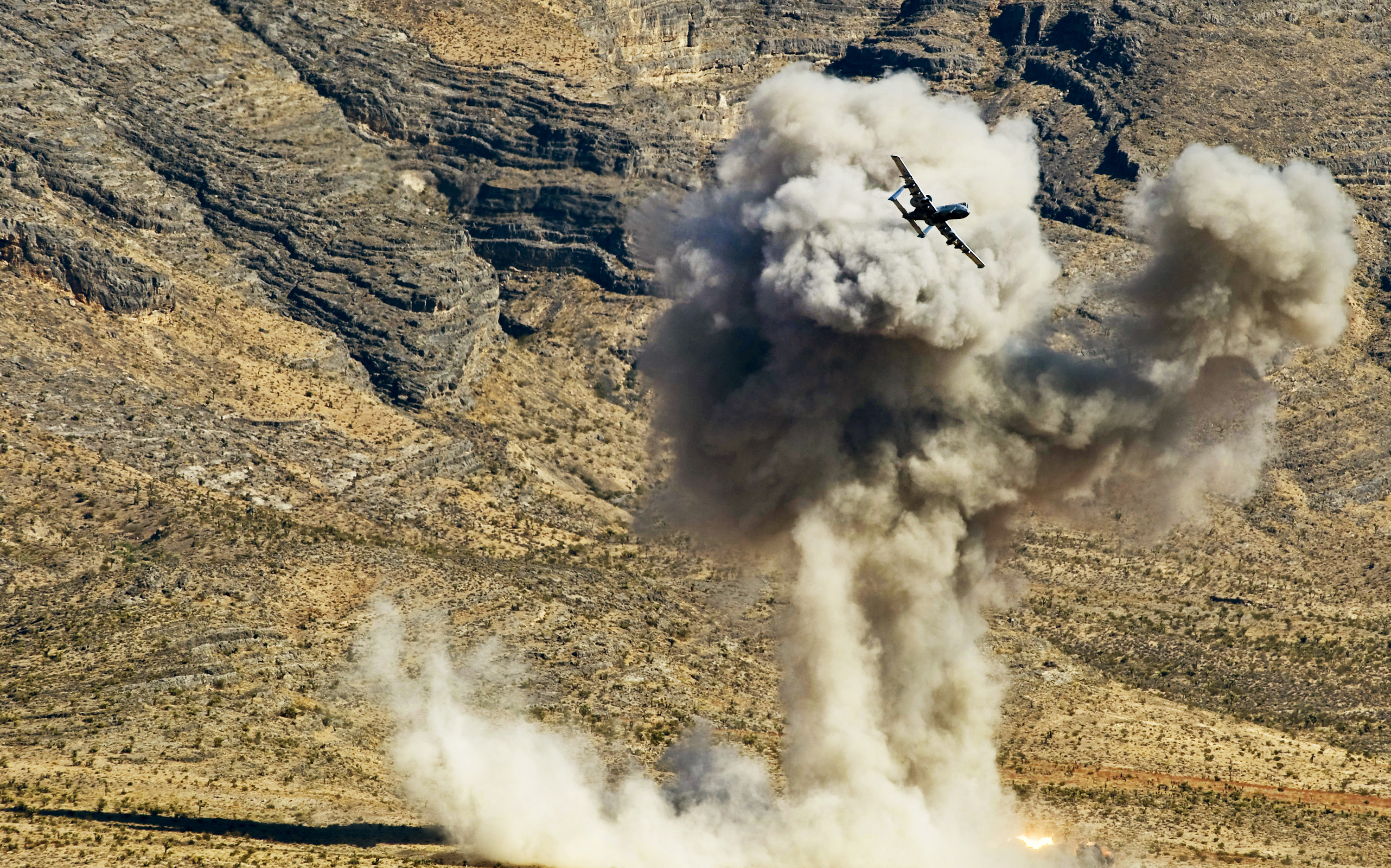
Um A-10 Thunderbolt II bombardeando posições inimigas e assim fornecendo apoio aéreo a tropas no solo.

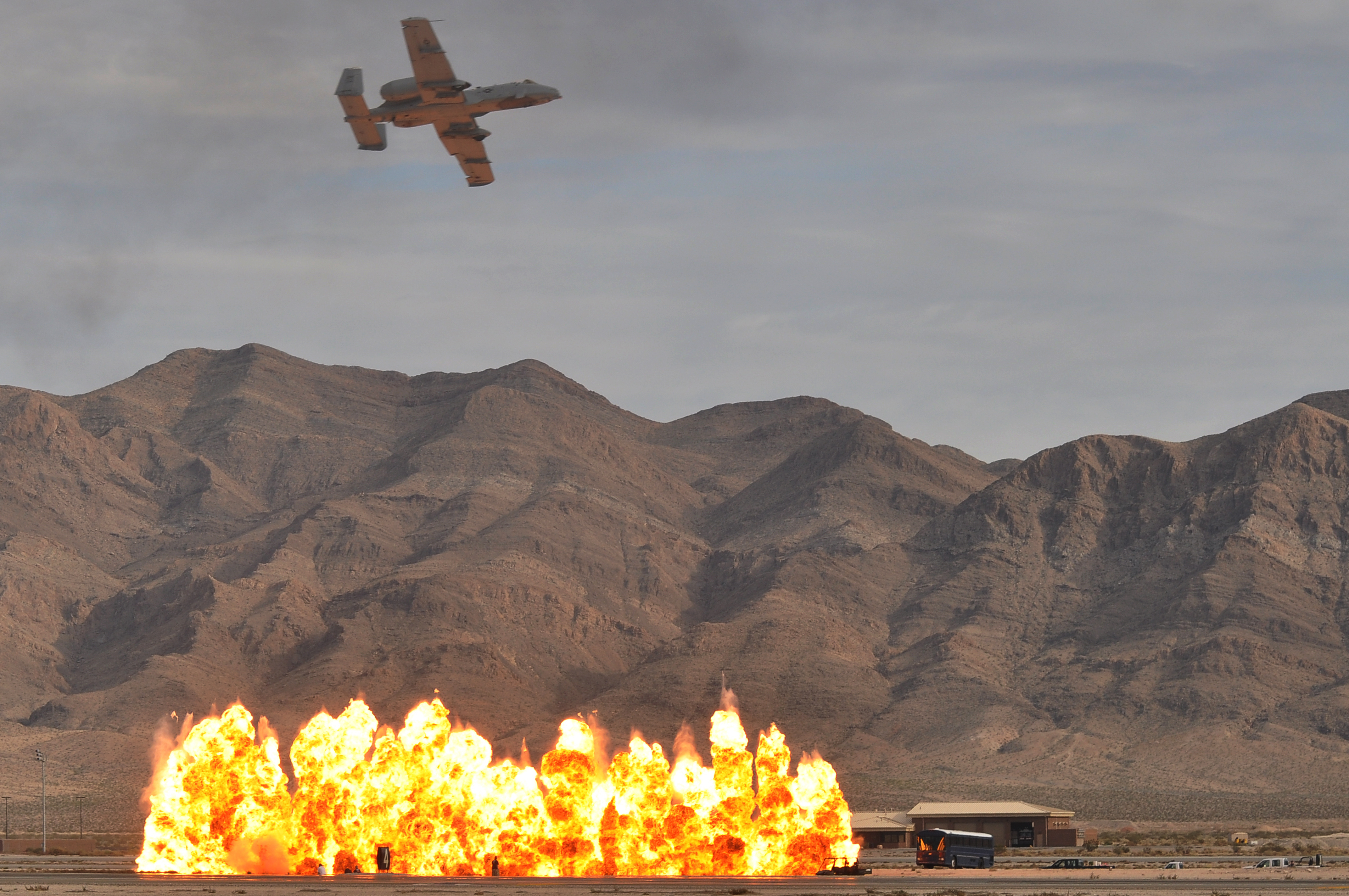
Um A-10 realizando um bombardeio de apoio.

O apoio aéreo aproximado ou apoio aéreo próximo (conhecido também por sua sigla em inglês CAS - Close Air Suport) é o uso de aeronaves militares numa função de ataque ao solo contra alvos que estejam próximos às forças amigas, necessitando integração detalhada com as operações de combate terrestre. Nessa função, as aeronaves desempenham papel similar ao da artilharia. No Brasil a missão é chamada de cobertura. O apoio aéreo aproximado é uma das missões que compõe a interdição do campo de batalha.
O apoio aéreo aproximado é parte da moderna doutrina de armas combinadas. Deve-se notar que os aviões militares também têm a capacidade de atacar alvos terrestres táticos que não estão perto das tropas amigas; esse tipo de ataque mais profundo à retaguarda inimiga também faz parte do conceito de interdição aérea.
O apoio aéreo aproximado requer excelente coordenação com as forças terrestres, em virtude da grande possibilidade de ocorrência de fratricídio (fogo amigo). Nas Forças Armadas mais avançadas, há especialistas para esse tipo de coordenação, como o Observador de Fogo Conjunto (JFO, Joint Fires Observer), Controlador de Ataque Terminal Conjunto (JTAC) (US) ou Controlador Aéreo Avançado (FAC) (NATO), e o Controlador Aéreo Avançado Aerotransportado (FAC-A, Forward Air Controller, airborne).